# Dekanat Ebermannstadt
Dekanat Ebermannstadt – jeden z 21 dekanatów rzymskokatolickiej archidiecezji bamberskiej w Niemczech. 
Według stanu na październik 2016 w skład dekanatu wchodziło 13 parafii rzymskokatolickich. 

## Lista parafii
Źródło:
| Lp. | Miejscowość          | Parafia                                   | Grafika | Kościół                                                     | Adres                                         |
| --- | -------------------- | ----------------------------------------- | ------- | ----------------------------------------------------------- | --------------------------------------------- |
| 1   | Ebermannstadt        | Parafia św. Mikołaja                      |         | Kościół św. Mikołaja w Ebermannstadt                        | Kirchenplatz 5 91320 Ebermannstadt            |
| 2   | Gößweinstein         | Parafia Trójcy Przenajświętszej           |         | Kościół Trójcy Przenajświętszej w Gößweinstein              | Balthasar-Neumann-Straße 2 91327 Gößweinstein |
| 3   | Kirchehrenbach       | Parafia św. Bartłomieja                   |         | Kościół św. Bartłomieja w Kirchehrenbach                    | Pfarrstraße 2 91356 Kirchehrenbach            |
| 4   | Leutenbach           | Parafia św. Jakuba Starszego Apostoła     |         | Kościół św. Jakuba Starszego Apostoła w Leutenbach          | Am Pfarrgarten 4 91359 Leutenbach             |
| 5   | Moggast              | Parafia św. Stefana                       |         | Kościół św. Stefana w Moggast                               | Zum Brand 3 91320 Ebermannstadt               |
| 6   | Obertrubach          | Parafia św. Wawrzyńca                     |         | Kościół św. Wawrzyńca w Obertrubach                         | Schloßberg 2 91286 Obertrubach                |
| 7   | Pinzberg             | Parafia św. Mikołaja                      |         | Kościół św. Mikołaja w Pinzberg                             | Hauptstraße 4 91361 Pinzberg                  |
| 8   | Pretzfeld            | Parafia św. Kiliana                       |         | Kościół św. Kiliana w Pretzfeld                             | Hauptstraße 21 91362 Pretzfeld                |
| 9   | Unterleinleiter      | Parafia Świętych Apostołów Piotra i Pawła |         | Kościół Świętych Apostołów Piotra i Pawła w Unterleinleiter | Hauptstraße 21 91362 Pretzfeld                |
| 10  | Weilersbach          | Parafia św. Anny                          |         | Kościół św. Anny w Weilersbach                              | Pfarrstraße 2 91356 Kirchehrenbach            |
| 11  | Weingarts-Regensberg | Parafia św. Jerzego                       |         | Kościół św. Jerzego w Weingarts-Regensberg                  | Am Pfarrgarten 4 91359 Leutenbach             |
| 12  | Wichsenstein         | Parafia św. Erharda                       |         | Kościół św. Erharda w Wichsenstein                          | Balthasar-Neumann-Straße 2 91327 Gößweinstein |
| 13  | Wiesenthau           | Parafia św. Mateusza                      |         | Kościół św. Mateusza w Wiesenthau                           | Hauptstraße 4 91361 Pinzberg                  |